# Eristalis convexifacies
Eristalis convexifacies är en tvåvingeart som beskrevs av Macquart 1850. Eristalis convexifacies ingår i släktet slamflugor, och familjen blomflugor. Inga underarter finns listade i Catalogue of Life.